# Зелёная Роща (Косихинский район)
Зелёная Роща — посёлок в Косихинском районе Алтайского края России. Входит в состав Налобихинского сельсовета.

## География
Посёлок находится у одноимённого озера Зелёная Роща.
Климат
Климат резко континентальный. Средняя температура января минус 20˚С, июля — +21˚С. Абсолютный температурный максимум — +38˚С, абсолютный минимум — минус 52˚С. Преобладание в Косихинском районе малооблачной антициклональной погоды обуславливает низкие температуры зимой и достаточно высокие летом. Годовое количество атмосферных осадков — 350—400 мм (примерно половина из них выпадает в течение летних месяцев). Преобладающее направление ветра в течение года — юго-западное с переходом на северо-западное.

## История
Действовал колхоз «Зеленая роща».

## Население
| 1997 | 1998 | 1999 | 2000 | 2001 | 2002 | 2003 | 2004 | 2005 | 2006 |
| ---- | ---- | ---- | ---- | ---- | ---- | ---- | ---- | ---- | ---- |
| 79   | ↘72  | ↘68  | ↘65  | ↘55  | ↘44  | ↘40  | ↘32  | ↘26  | ↘25  |
| 2007 | 2008 | 2009 | 2010 | 2011 | 2012 | 2013 |      |      |      |
| ↗32  | →32  | ↘30  | ↗31  | ↗32  | ↘30  | ↘27  |      |      |      |

Национальный состав
Согласно результатам переписи 2002 года, в национальной структуре населения русские составляли 95 % от 42 чел.

## Инфраструктура
Социальные услуги жители получают в ближайших населённых пунктах.

## Транспорт
Село доступно автомобильным транспортом.
Подходит автодорога межмуниципального значения «Подъезд к посёлку Зелёная Роща» (идентификационный номер 01 ОП МЗ 01Н-1919) .